# St. Paul Building
Het St. Paul Building was een wolkenkrabber in New York op de kruising van Park Row en Broadway. Het gebouw opende zijn deuren in 1898 en was ontworpen door George Browne Post die het gebouw zijn klassieke gevel gaf. Post had ook het New York World Building ontworpen, dat even verderop aan Park Row stond. Met zijn hoogte van 96 meter was het St. Paul Building een van de hoogste wolkenkrabbers van zijn tijd. Het gebouw had 26 verdiepingen. In 1958 werd het gebouw afgebroken om plaats te maken voor het Western Electric Building.
Het gebouw dankte zijn naam aan de St. Paul's Chapel die aan de andere zijde van Broadway direct tegenover de locatie van het gebouw staat.

## Gevel
Een deel van de gevel van het St. Paul Building, waaronder de Atlanten die gemaakt zijn door Karl Bitter, werd na de afbraak van het gebouw naar Indianapolis in Indiana overgeplaatst. Deze gevelfragmenten staan tegenwoordig in het Holliday Park in die stad en worden The Ruins genoemd. Het park werd voltooid in 1977.